# Acer florissanti
Acer florissanti é uma espécie de árvore do gênero Acer, pertencente à família Aceraceae.